# Förvaltningsdomstol
En förvaltningsdomstol är en domstol som främst avgör mål som rör förhållandet mellan enskilda och det allmänna. Merparten av målen anhängiggörs genom att enskilda överklagar myndigheters beslut.

## Finland
Ordet förvaltningsdomstol kan även avse den första instansen av de allmänna förvaltningsdomstolarna.

## Sverige
Förvaltningsdomstol används i dagligt tal som beteckning för allmän förvaltningsdomstol.
I Sverige finns det tolv förvaltningsrätter. Domar eller beslut meddelade av en förvaltningsrätt överklagas till en kammarrätt. I allmänhet krävs prövningstillstånd vid överklagande till kammarrätt. Kammarrättens avgöranden kan överklagas till Högsta förvaltningsdomstolen. Prövningstillstånd erfordras för detta.
Rättegången i förvaltningsdomstolarna regleras i förvaltningsprocesslagen.